# Amphiblemma
Amphiblemma es un género  de plantas con flores pertenecientes a la familia Melastomataceae. Es originario del África tropical. Comprende 24 especies descritas y de estas, solo 2 aceptadas.

## Taxonomía
El género fue descrito por Charles Victor Naudin y publicado en Annales des Sciences Naturelles; Botanique, sér. 3 14: en el año 1850.

## Especies aceptadas
A continuación se brinda un listado de las especies del género Amphiblemma aceptadas hasta febrero de 2013, ordenadas alfabéticamente. Para cada una se indica el nombre binomial seguido del autor, abreviado según las convenciones y usos:
- Amphiblemma amoenum
- Amphiblemma ciliatum Cogn.
- Amphiblemma molle Hook. f.